# Santiago (tỉnh Dominica)
Santiago là một tỉnh của Cộng hòa Dominica. Santiago nằm ở trung tâm quốc gia này. Đây là một trung tâm văn hóa, giáo dục và tri thức và cũng là trung tâm công nghiệp với các ngành dệt, thuốc lá, da giày.

## Các đô thị và các huyện đô thị
Đến thời điểm ngày 20 tháng 10 năm 2006, tỉnh này được chia thành đô thị (municipio) và các huyện đô thị (distrito municipal - D.M.):
| - Jánico - El Caimito (D.M.) - Juncalito (D.M.) - Licey al Medio - Las Palomas (D.M.) - Puñal - Sabana Iglesia - Santiago de los Caballeros (Capital City) - Baitoa (D.M.) - Hato del Yaque (D.M.) - La Canela (D.M.) - Pedro García (D.M.) - San Francisco de Jacagua (D.M.) - San José de las Matas - El Rubio (D.M.) - La Cuesta (D.M.) - Las Placetas (D.M.) - Tamboril - Villa Bisonó - Villa González - El Limón (D.M.) - Palmar Arriba (D.M.) |

Dưới đây là bảng các đô thị và huyện đô thị.
| Name                       | Tổng dân số | Dân số đô thị | Dân số nông thôn |
| -------------------------- | ----------- | ------------- | ---------------- |
| Jánico                     | 18095       | 5394          | 12701            |
| Licey al Medio             | 29481       | 13540         | 15941            |
| Puñal                      | 19567       | 9806          | 9761             |
| Sabana Iglesia             | 17581       | 7324          | 10257            |
| San José de las Matas      | 45791       | 17635         | 28156            |
| Santiago de los Caballeros | 993629      | 744209        | 249420           |
| Tamboril                   | 51967       | 26841         | 25126            |
| Villa Bisonó               | 37097       | 27891         | 9206             |
| Villa Gonzalez             | 37515       | 20891         | 16624            |
| Santiago province          | 1258141     | 873531        | 384610           |

Có hai đô thị mới thành lập là Sabana Iglesias được nâng cấp lên và Puñal được lập từ một phần đô thị Santiago